# Frjazino
Frjazino (in russo Фрязино?; anche traslitterata come Fryazino) è una cittadina della Russia europea centrale, compresa nell'oblast' di Mosca.

## Geografia
Frjazino sorge nella pianura della Meščëra sul fiume Ljuboseevka, 42 km a nordest della capitale. Il toponimo deriva dalla denominazione Frjazin con cui venivano soprannominati gli artisti italiani che lavoravano nel Regno russo.

## Storia
La città di Frjazino venne fondata nel 1938, ricevendo lo status di città nel 1951; tuttavia, il sito è sede di un insediamento fin dal 1584, quando venne fondato il villaggio di Grebnevo (russo Гребнево).
Frjazino è, fin dai tempi sovietici, un centro dell'industria elettronica (microonde).

## Economia

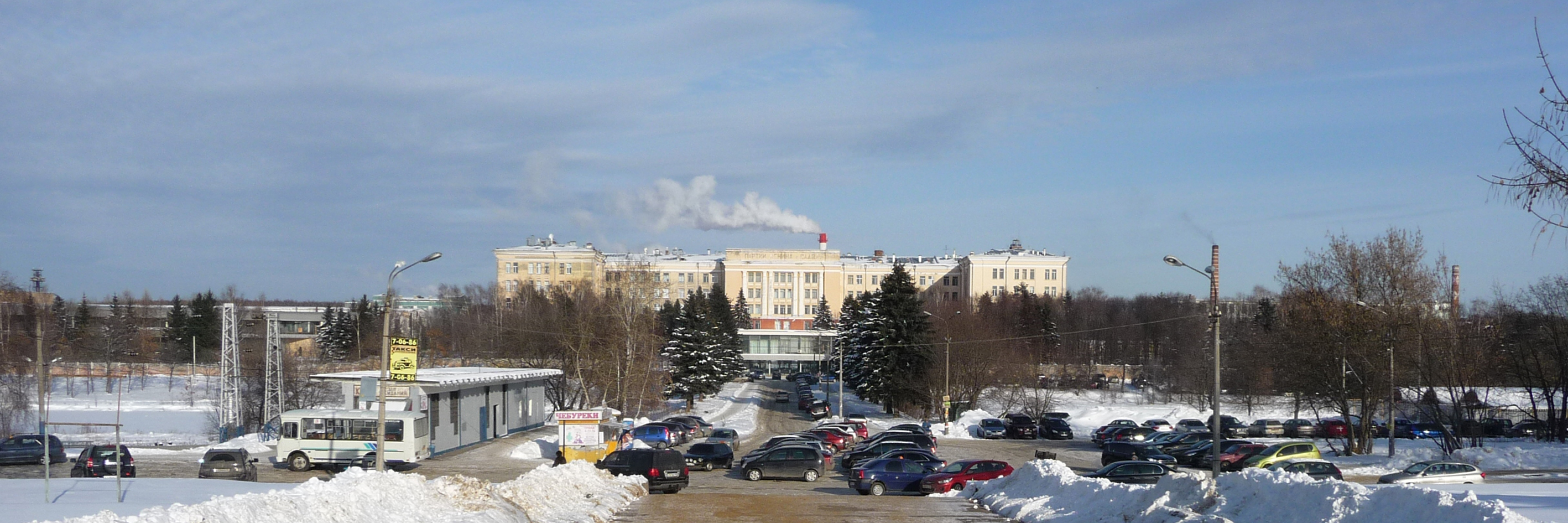
Al centro, sullo sfondo l’edificio principale del FGUP NPP “Istok”. A sinistra c’è un edificio della stazione Frjazino-Passagirscoe (Фрязино-Пассажирская), alla sinistra dalla stazione una diramazione va a Mosca. Dietro di esso c'è un "Stagno Tecnico" coperto di neve e congelato sul fiume Ljuboseevka.

## Società

### Evoluzione demografica
Fonte: mojgorod.ru
- 1939: 5.900
- 1959: 19.100
- 1979: 46.000
- 1989: 53.300
- 2002: 52.436
- 2007: 52.400

## Amministrazione

### Gemellaggi
- Resia